# William Erskine Knowles
Pour les articles homonymes, voir William Knowles et Knowles.
William Erskine Knowles (28 novembre 1872-17 juillet 1951) est un avocat, juge et homme politique canadien de la Saskatchewan.
Il est député fédéral libéral de la circonscription saskatchewanaise d'Assiniboia-Ouest de 1906 à 1908 et Moose Jaw de 1908 à 1917. 
Il est également député provincial libéral de la circonscription saskatchewanaise de Moose Jaw City de 1918 à 1921 et de 1925 à 1927.

## Biographie
Né à Alliston en Ontario, Knowles étudie à la Osgoode Hall Law School de Toronto.
S'établissant en Saskatchewan, il entre en politique fédérale lors d'une élection partielle en 1906 dans la circonscription d'Assiniboia-Ouest. Réélu dans Moose Jaw en 1908 et en 1911, il ne se représente pas en 1917.
Élu sur la scène provinciale lors d'une élection partielle dans Moose Jaw City en 1918, il ne se représente pas en 1921. De 1918 à 1921, il est secrétaire provinciale et à partir de 1919, il est ministre du Téléphones.
Il tente sans succès un retour sur la scène fédérale en 1921 et lors d'une élection partielle en 1923. 
De retour sur la scène provinciale en 1925, il démission en 1927 pour accepter un poste de juge.